# Dragon Ball Z: Resurrection 'F'
Dragon Ball Z: Resurrection 'F' (яп. ドラゴンボールZ 復活の「F」, укр. Dragon Ball Z: Воскресіння «F») — японський анімаційний науково-фантастичний фільм 2015 року про бойові мистецтва та продовження фільму Dragon Ball Z: Battle of Gods 2013 року. Це дев'ятнадцятий повнометражний анімаційний фільм, знятий за мотивами манґи Dragon Ball 1984-95 років, п'ятнадцятий фільм під брендом Dragon Ball Z і другий фільм франшизи під особистим наглядом творця серіалу Акіри Торіями. Сюжет фільму розповідає про повернення Фрізи, який після свого воскресіння за допомогою драгонболлів розпочинає інтенсивні тренування, щоб помститися Гоку.
Фільм вийшов у прокат 18 квітня 2015 року. Це перший японський фільм, який був показаний у форматі IMAX 3D. Також був показаний у 4DX. Фільм отримав переважно позитивні відгуки від критиків, які високо оцінили якість анімації та швидкий екшн, хоча його сюжет зазнав певної критики.
Пізніше фільм був адаптований до другої сюжетної арки Dragon Ball Super з додаванням додаткових сцен і сюжетів, які відбуваються перед подіями.

## Сюжет
Інопланетянин Сорбет, командир залишків армії Фрізи, прибуває на Землю, де Банда Пілафа змушена зібрати і використати магічні драгонболли, щоб викликати вічного дракона Шенрона, який виконує бажання і воскрешає Фрізу. Однак через те, що Фріза загинув, коли Транкс із майбутнього порубав його мечем, він відроджується з багатьох шматків, які поплічникам Сорбета вдається зібрати, використовуючи свої передові технології. Відновившись і знову командуючи своїми силами, Фріза знущається над деякими зі своїх поплічників і планує помститися Суперсаянам. Дізнавшись, що Гоку з часом став набагато могутнішим, Фріза відкладає вторгнення, щоб вперше потренуватися самому.
Галактичний патрульний Джако вирушає на Землю, щоб попередити Бульму про наближення Фрізи, в той час як Гоку і Веджета тренуються з Вісом на планеті Біруса. Гохан, Пікколо, Курірін, Майстер Роші, Тен Шинхан і Джако об'єднуються, щоб протистояти завоюванню Фрізи, і вони б'ються і перемагають тисячі його солдатів. Значно збільшивши свою силу в результаті тренувань, Фріза перемагає воїнів, але Бульмі вдається зв'язатися з Вісом і повідомити Гоку та Веджету про повернення Фрізи. Саяни повертаються на Землю, рятують своїх союзників і стикаються з Фрізою, а Віс і Бірус спостерігають за ними. Гоку б'ється з Фрізою першим і швидко здобуває перевагу, але той здогадується, що він стримується, тож двоє погоджуються битися на повну силу. Гоку перевтілюється в нову божественну форму Супер Саяна з синім волоссям та аурою, що світиться (пізніше названу Супер Саян Блю), а Фріза приймає свою нову позолочену форму, яку він називає Золотий Фріза. Хоча спочатку Фріза отримує перевагу, Гоку незабаром розуміє, що енергія Фрізи швидко вичерпується через брак досвіду битв з золотою формою.
Зрештою Гоку перемагає Фрізу в битві та дає йому шанс покинути Землю, але отримує поранення в груди променевим бластером Сорбета, коли він втратив пильність. Фріза стоїть над недієздатним Гоку і пропонує Веджеті шанс убити Гоку, щоб стати заступником Фрізи. Веджета відмовляється, перетворюється на Супер Саяна Блю і атакує Фрізу. Коли Курірін намагається оживити Гоку за допомогою цілющих бобів сензу, Фріза атакує його, але Веджета відбиває енергетичний вибух, який згодом вбиває Сорбета. Веджета домінує над приниженим Фрізою. Він запускає несподіваний енергетичний вибух у Землю, руйнуючи її та згодом вбиваючи Веджету. Гоку, Бірус та інші захищені Вісом залишаються плавати в космосі на невеликій ділянці землі, де вони оплакують втрату. Віс зауважує, що він може повернути час до трьох хвилин, і після цього Гоку швидко вбиває Фрізу за допомогою Камехамехи, що дуже розлютило Веджету.
Згодом Гоку та Веджета обговорюють твердження Віса про те, що якби вони двоє належним чином навчилися працювати разом, то таких супротивників, як Фріза, було б набагато легше перемогти. Веджета насміхається і каже, що радше помре, ніж працюватиме з Гоку, на що Гоку з гумором погоджується. Веджета зауважує, що настав час, коли вони нарешті про щось домовляться. У сцені після титрів Фріза повертається до пекла, і, на свій жах, його вітають.

## Виробництво
Спочатку фільм було анонсовано в липні 2014 року під умовною назвою Dragon Ball Z 2015 у вересневому номері журналу V Jump за 2014 рік. Образ Сон Гоку у формі Супер Саяна з використанням техніки Шункан Ідо підтвердив авторство Акіри Торіями за оригінальну концепцію, сценарій і дизайн персонажів, а також його згадку про те, що фільм буде продовженням його оригінальної манги. Автор заявив, що фільм також буде продовженням «Battle of Gods», що він ретельно перевірив усі діалоги та пообіцяв більше екшн-сцен.
У листопаді 2014 року японська назва фільму «Dragon Ball Z: Fukkatsu no F» і основні деталі сюжету були оприлюднені у випуску V Jump за січень 2015 року. На рекламному зображенні, опублікованому для фільму, зображені Фріза, Гоку, Веджета, Пікколо, Сон Гохан, Курірін, а також Бог Руйнування Бірус і Віс з попереднього фільму «Battle of Gods» . Також на зображенні були два нових персонажі, які є слугами Фрізи, Сорбет і Тагома. 

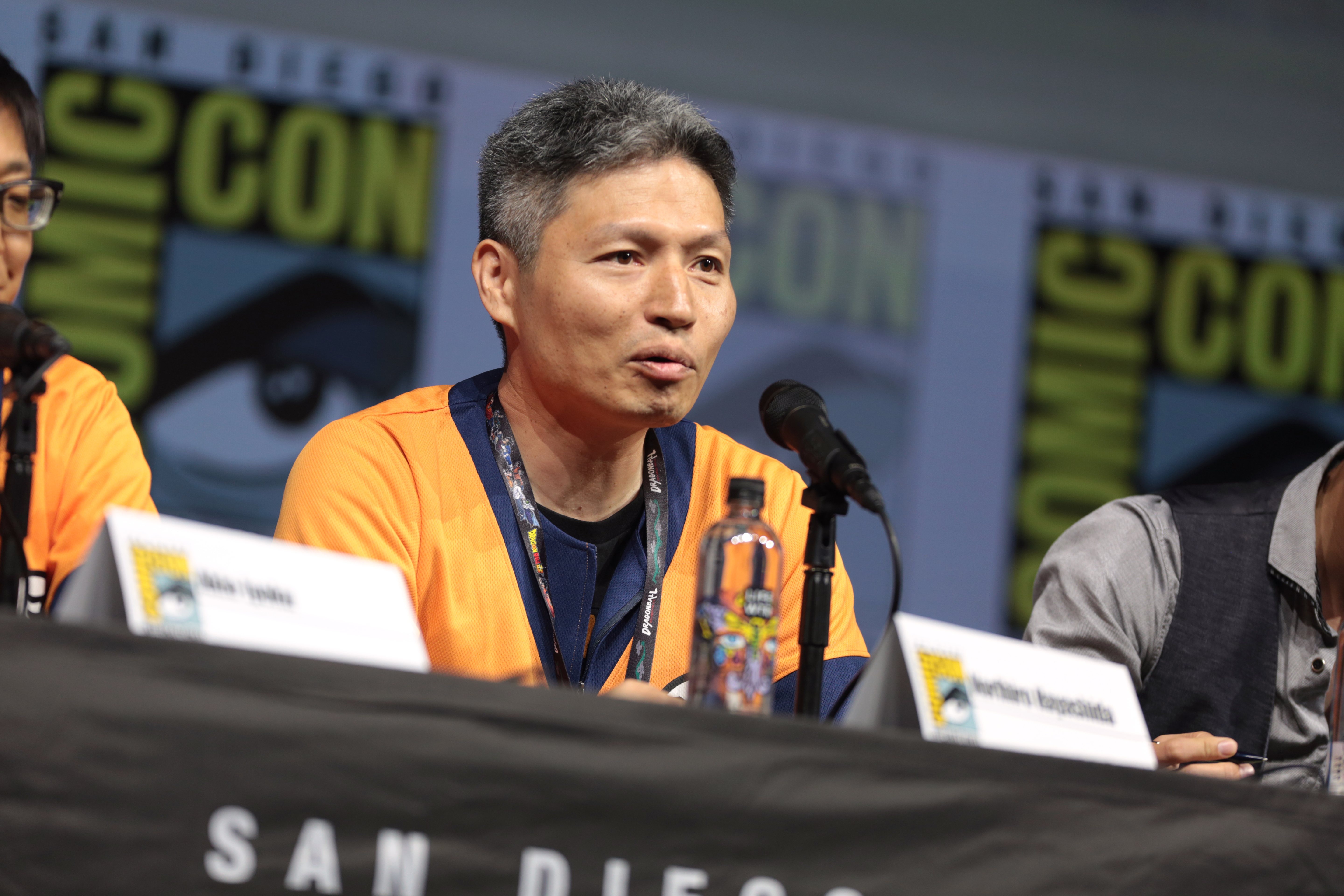
Продюсер Норіхіро Хаясіда

Продюсер Норіхіро Хаясіда сказав, що хоча Торіяма придумав історію для Battle of Gods, сценарій фільму насправді був написаний кимось іншим. Таким чином, Resurrection 'F' знаменує собою перший випадок, коли оригінальний творець написав сценарій для серіалу. Він розповів, що ідея повернути Фрізу з'явилася у Торіями під час відвідування концерту метал-гурту Maximum the Hormone. Ідея прийшла до нього, коли він дивився, як вони виконують свою пісню 2008 року «F», яка розповідає про вигаданого персонажа. Хаясіда також визнав, що команда надала фільму швидкий темп, зосередившись на екшн-сценах для американської аудиторії, що «можливо спричинило деякі недоліки на драматичному рівні».

## Сприйняття

### Критичні відгуки
На веб-сайті агрегатора рецензій Rotten Tomatoes фільм отримав рейтинг 83% на основі 18 відгуків з середнім рейтингом 6,3/10. Сем Ліч з Anime News Network дав фільму оцінку B. Resurrection 'F'  отримав срібну нагороду за досконалість на 33-й Golden Gross Award і був номінований на «Анімацію року» на 39-й премії Японської академії. Рюсей Накао, який озвучує Фрізу, став найкращим актором озвучення на 25-й церемонії вручення нагород японських кінокритиків за роботу над фільмом.
Реакція критиків на фільм була неоднозначною. Шон Саріс з IGN поставив фільму 8 балів із 10, сказавши, що «DBZ: Resurrection ‘F’ — це стрімкий фільм з купою екшену та чудовою анімацією, але в ньому немає жодного значущого сюжету» щодо нових сил Фрізи та суперництва з Гоку. Kotaku вважали Фрізу найцікавішим лиходієм у всьому серіалі, що призвело до того, що його неодноразово оживляли, щоб привернути увагу шанувальників. Незважаючи на те, що Kotaku сподобався фільм, вони все ж відчули недоліки, оскільки він «втрачає свою динаміку, як тільки починається головна битва, і напруга майже зникає». DVD Talk насолоджувалися матчем-реваншем між Фрізою та Гоку у Resurrection F, але все одно скаржилися, що його довжина була занадто великою в порівнянні з іншими підсюжетами. Anime News Network скаржилися на роль Фрізи, бо вони вважають, що він ледве дав гідну відсіч у фільмі, оскільки сценарій не зображає його як грізного злодія через нові сили Гоку та Веджети, які легко перевершують його, а також інші сюжетні ходи, такі як цілющі боби. Den of Geek визнали битву між союзниками Гоку та армією Фрізи найкращою частиною фільму, на відміну від боїв головного героя, які, на його думку, були «стандартними» до такої міри, що ставали «нудними».